# Hertugdømmet Slesvig
Hertugdømmet Slesvig (tysk: Schleswig; nedertysk (plattysk): Sleswig; nordfrisisk: Slaswik eller Sleesweg) opstod i middelalderen og var dengang i princippet det samme som Sønderjylland. Det var til 1864 et hertugdømme i personalunion med sine to naboer, Kongeriget Danmark og Hertugdømmet Holsten, men var i modsætning til Holsten dansk lensområde. Det afgrænsedes af Ejderen i syd og Kongeåen/Kolding Å i nord. Hovedbyen i hertugdømmet var byen Slesvig.
Hertugdømmets historie er omskiftelig. Danskere var bosat på fastlandet (gesten og morænelandskabet mod øst), mens friserne bosatte sig på øerne i vest. Den frisiske befolkning levede som kongefriserne under den danske konges kontrol, men påberåbte sig samtidig retsautonomi. Allerede i middelalderen havde Sønderjylland/Slesvig fået status af et jarledømme og senere af et hertugdømme. De slesvigske jarlers og hertugers opgave var at sikre sydgrænsen. De begyndte dog efterhånden at rette blikket mod syd og allierede sig med den holstenske adel, som begyndte at ekspandere nordpå, især i hertugdømmets sydligste og de østlige dele: Stabelholm, Jernved, Fredslet, Svans og det østlige Angel. Dermed var vejen åbnet for et modsætningsforhold til kongen. I 1326 fastholdes i Constitutio Valdemariana, at Sønderjylland ikke måtte indlemmes i Danmark, men allerede 1330 fik kongeriget og hertugdømmet med Valdemar 3. igen en fælles herre. Senere blev i Ribebrevet fastholdt, at de to hertugdømmer Slesvig og Holsten skulle holdes udelt sammen. Danehoffets love beholdt gyldighed i Slesvig/Sønderjylland frem til 1500-tallet.
De følgende århundreder blev prægede af, at magten over de to hertugdømmer blev delt med sidegrene af kongehuset, der fik deres residens på Gottorp eller Haderslev. Delinger skar hertugdømmet i små bidder af kongelige, hertugelige og fællesregerede dele. Hertugerne gjorde meget for at udvikle deres områder økonomisk og oprettede flere flækker og stæder, således Frederiksstad, Garding, Tønning. Reformationen indebar, at tysk blev kirkesprog i den sydlige del af hertugdømmet, hvilket svækkede samhørigheden med det kongerigske Danmark. Senere danske konger gjorde adskillige forgæves forsøg på at slippe af med de gottorpske hertuger, hvis magt blev forøget blandt andet ved ægteskabsalliance med det svenske kongehus. Først i 1721 blev de hertugelige dele formelt inkorporerede i Danmark, men uden at der blev gjort tiltag for at indføre dansk kirkesprog eller fælles forvaltning.
I 1800-tallet indtrådte en økonomisk fremgang i hertugdømmet: chausséer (veje), broer og jernbaner blev anlagt, handelen og skibsfarten nød fremme, en begyndende industriel udvikling skete, men samtidig betød tidens fremvoksende nationalisme, at modsætningen mellem dansk og tysk blev mere fremherskende. Det endte i to krige: Treårskrigen 1848-1850 bragte ingen egentlig løsning, og krigen i 1864 medførte, at hertugdømmet med visse grænsereguleringer sammen med Holsten og Lauenborg blev afstået til Preussen og Østrig, dog med et løfte om genforening med Danmark, hvis befolkningen ønskede det. Folkeafstemningen blev dog først afholdt i 1920.

## Navnet
Fra slutningen af 1100-tallet fik yngre danske kongesønner den officielle titel som jarl eller hertug af Jylland eller Sønderjylland. Først med Valdemar Sejrs søn Abel begyndte Sønderjylland at udvikle sig til et særligt territorium, hvor hertugerne gradvist overtog en del af kongens beføjelser. I 1375 skiftede titlen til hertug til Slesvig, og anvendelsen af navnet Slesvig blev efterhånden udstrakt til at betegne hele hertugens territorium. Navnet er hentet fra byen Slesvig, hvor biskoppen og hertugen havde hjemsted. Slesvig blev derfra benyttet synonymt med Sønderjylland som navn på landsdelen mellem Kongeåen og Ejderen, det officielle navn på hertugdømmet var dog frem til 1864 Slesvig.

## Afgrænsning
Der var nogle små forskelle på Slesvig og Sønderjylland: Øerne Ærø og Femern hørte med til det officielle hertugdømme Slesvig, men kan næppe kaldes Sønderjylland. Als hørte også til Slesvig, men blev heller ikke nødvendigvis regnet for Sønderjylland i ældre tid. Det samme gælder Helgoland.
Indtil 1864 var nogle områder på Slesvigs vestkyst kongerigske enklaver. Også byen Ribe, der tilhørte Ribe Stift og dermed kongeriget, selv om de var omsluttet af hertugdømmet. Ved freden efter krigen i 1864 skete en landudveksling, så de blev indlemmet i Slesvig. Til gengæld beholdt Danmark Nørre Tyrstrup Herred, der omfattede otte slesvigske sogne syd for Kolding, området omkring Ribe og øen Ærø.

## Landskab
Hertugdømmet Slesvig var delt i tre hovedområder: mod vest lå vadehavet med øer og marsken, centralt lå gesten og mod øst morænelandskabet, herunder en del øer.
Marsken er meget frugtbar med en høj lerprocent. Marskjorden har derfor en særlig evne til at holde på både vand og næringsstoffer. Som følge heraf er marsken velegnet som græsningsområde, hvorimod det høje vandspejl har gjort det til en forholdsvis dårligt område for kornavl. Marsken spillede også en betydning for randbebyggelsen på gesten, som havde stor marskegne til rådighed.
I Vadehavet ligger øerne Rømø, Sild, Amrum, Før, Nordstrand, Pelvorm, desuden halliger og højsander. Forholdene har gennem tiden været omskiftelige, en del af øerne hørte som kongeriske enklaver direkte under kongen.
Den slesvigske gest består dels af bakkeøer, dels af hedesletter. Jorden er med forholdsvis lav frugtbarhed, især hedesletterne. I ældre tid var gestegnene prægede af hede og mose, mens dyrkede jorder spillede en mindre rolle.
De østlige morænelandskaber var overvejende frugtbare. Terrænet var forholdsvis kuperet, og området kendetegnes af forholdsvis dybe fjorde. Store dele af landbruget præget af afvekslende moræne med et småbakket landskab.

## Historie
I de ældste kilder skelnes ikke mellem Nørrejylland og Sønderjylland, men allerede i 1100-tallet blev de tre sydligste sysler i Jylland, Barvidsyssel, Ellumsyssel og Istedsyssel, til et dansk grænseområde styret af en statholder – en jarl – med særlige beføjelser. Den første med sikkerhed kendte jarl i Sønderjylland var Knud Lavard, som var jarl fra 1115 til 1131. Knud havde tilbragt en del af sin ungdom hos hertug Lothar af Sachsen og var der blevet bekendt med det tyske lensvæsen, som på den tid var ukendt i Danmark. Han var den første, som brugte den tyske titel hertug, uden at han dermed – så vidt man ved – tilsigtede en frigørelse af Sønderjylland fra resten af riget. Da han tillige ca. 1128 opnåede at blive knees over obotriterne, blev han anset for en trussel mod kongeriget og blev dræbt.
I 1187 blev Valdemar hertug. I 1202 blev han konge som Valdemar Sejr. I 1237 gjorde han sin yngre søn Abel til hertug af Sønderjylland. Da Erik Plovpenning i 1241 blev konge, indledte Abel sine bestræbelser på at frigøre sig fra vasalforholdet.

### Abelslægten
Abel var gift med den holstenske grevedatter Mechtilde, og dermed skabtes en dynastisk forbindelse mellem områderne nord og syd for Ejderen, som fik vidtrækkende følger. Abels efterfølgere som hertuger vandt efterhånden hævd på, at hertugtitlen i Sønderjylland var arvelig inden for Abels slægt, og hertugerne fik flere rettigheder, som ellers var kongens, således retten til at opkræve skatter og til at slå mønt. Desuden fik Sønderjylland sit eget landsting i Urnehoved ved Åbenrå. Abelslægtens hertuger blev kraftigt støttet af de holstenske grever og kom efterhånden i et afhængighedsforhold til dem. Den 12. maj 1260 pantsatte Mechtilde sammen med sine sønner Erik og Abel Abelsen landet mellem Ejderen og Slien (Stapelholm, Fræslet, Svansø og Krongodset Jernved) til sine brødre, Johan 1. af Holsten og Gerhard 1. af Holsten samt yderligere fæstningen Rendsborg, som hun havde modtaget som medgift. Dette skulle få betydning i form af en fortsat indvandring, som afspejlede sig i tyske stednavne på -kamp, -horst og -dorf i dette område.
Af betydning for hertugdømmets svækkede tilknytning til kongeriget er det, at kong Erik Menved i 1313 de facto afstod alt kongeligt gods syd for Kongeåen til hertug Erik II og i 1316 afstod fra retten til at udnævne hirdmænd i Sønderjylland.
I denne periode fik flere byer deres købstadsret: Slesvig omkring 1200, i 1243 gav hertug Abel Tønder lybsk købstadsret (den første tyske ret på dansk grund), i 1284 Flensborg, omkring 1288 Egernførde, i 1292 Haderslev og i 1335 Aabenraa.
Greverne fik på grund af indre stridigheder i Danmark også en tiltagende indflydelse i kongeriget. I begyndelsen af 1300-tallet var stort set hele det danske rige pantsat til greverne Gerhard 3. (den Store) og Johan 3. (den Milde). I 1326 kunne de afsætte den danske konge, Christoffer 2. og gøre den kun 12-årige hertug Valdemar af Sønderjylland til konge af Danmark (Valdemar 3.). Den unge konge måtte acceptere den såkaldte Constitutio Valdemariana, en siden meget omstridt bestemmelse, som sagde, at Sønderjylland og Danmark ikke måtte have samme hersker. Kort efter, den 15. august 1326, fik grev Gerhard Sønderjylland som et frit arveligt fanelen. Dermed var Sønderjylland blevet et selvstændigt territorium. Tre år senere kom hertugdømmet tilbage til Abelslægten, men da denne uddøde i 1375, gik hertugdømmet til den holstenske greveslægt Schauenburg. Disse kaldte sig ikke længere hertuger af Sønderjylland, men i stedet hertuger af Slesvig.
I løbet af 1300-tallet indvandrede en holstensk adel, som bevarede deres tyske sprog. De etablerede sig som Sønderjyllands overklasse og fik kontrollen over landets videre udvikling. Også i byerne vandt tysk sprog frem, hvorimod folkesproget i landdistrikterne forblev dansk.

### Schauenburgerne
I juli 1386 bliver hertugdømmet – endnu en gang – givet som arveligt fanelen til en holstensk greve, denne gang til Gerhard 6. af Holsten af slægten Schauenburg. Det var dronning Margrethe 1., der på vegne af sin umyndige søn Oluf så sig nødsaget til dette skridt, fordi hun havde brug for ro ved sydgrænsen, men samtidig arbejdede hun dog på at købe landet tilbage bid for bid. Herved opstod de såkaldte nørrejyske enklaver langs Slesvigs vestkyst. Og samtidig søgte hun på anden måde at vinde den tidligere overhøjhed tilbage, og det lykkedes hende i nogen grad: i 1406 købte hun Grødersby, i 1406 overlod biskop Johann Skondelev Svavsted borg og by med tilliggender samt borgen Stubbe på Svansø til Margrete mod et årligt vederlag, i 1407 blev Trøjborg skødet til hende og i 1411 pantsætter Elisabeth, datter af grev Klaus, sit livgeding til Margrete omfattende Aabenraa by og borg med Sønder Rangstrup og Rise herreder og halvdelen af øen Barsø, Varnæs Birk (senere Lundtoft Herred), Søderup og Alslev, Kværn og Stenbjerg sogne i Ny Herred samt rettigheder i Flensborg by.
Dronning Margrethes efterfølger, Erik af Pommern, fortsatte bestræbelserne på at få Slesvig tilbage både med magt og ad rettens vej, men måtte i 1435 give op og acceptere den schauenburgske greve Adolf 8. af Holsten som hertug af Slesvig.

### Personalunion
I 1448 uddøde den gamle danske kongeslægt, og efter at Adolf 8. havde takket nej til at blive konge af Danmark, Norge og Sverige, valgte det danske rigsråd en grevesøn fra Oldenburg til ny konge under navnet Christian I I forbindelse med sit valg måtte den nye konge blandt meget andet acceptere gyldigheden af den gamle Constitutio Valdemariana, det vil sige bestemmelsen om, at Danmark og Slesvig ikke måtte have samme hersker. Ikke desto mindre blev Christian I valgt til hertug af Slesvig og Holsten, da hertug Adolf døde i 1459. Herved opstod personalunionen mellem Danmark og hertugdømmerne, der kom til at vare lige til hertugdømmernes indlemmelse i Preussen i 1867. Ved sit valg til hertug af Slesvig og greve af Holsten måtte Christian I skrive under på en anden bestemmelse, som fik stor betydning senere, nemlig bestemmelsen i Ribebrevet af 5. marts 1460, som siger, at Slesvig og Holsten skal forblive ”ewich tosamend ungedelt” det vil sige til evig tid udelt sammen. Nogle år senere, 14. februar 1474, blev Holsten ophøjet til hertugdømme af den tysk-romerske kejser Friedrich 3..
Af betydning var det tillige, at Christian I i 1452 bekræftede de gamle privilegier for Amsterdam og i 1461 gav dem privilegium på handel ad transitruten mellem Husum og Flensborg. Derved var der skabt et alternativ til den gamle transitrute mellem Hamborg og Lübeck, og resultatet viste sig hurtigt i form af en stor opblomstring for Husum. Transithandelen via Husum blev betydelig: skibe fra Nederlandene, England og Norge søgte til Husum med varer, som via transitruten over Flensborg bragtes til landene ved Østersøen. Husum oplevede et økonomiske opsving, og indbyggertallet voksede. Under Frederik I blev der anlagt en stabelplads i byen.
Det er ligeledes Frederik I, der forordner, at afgørelser på Urnehoved Filliallandsting kan appelleres til Viborg Landsting. Da man efter reformationen går over fra latin til at prædike på folkesprog, bliver Slesvig og Holsten af Christian III slået sammen til en særlig "landskirke" med fælles kirkeforfatning. Tyske præster kommer til, og følgen er, at tysk bliver kirkesprog (og langt senere skolesprog) i Sønderjylland. Det sproglige skel, der dermed dannedes, svarer nogenlunde til det nationale skel fra 1920.

### Tre delinger
Evigheden varede imidlertid kun i 30 år, da hertugdømmerne i 1490 blev delt på kryds og tværs mellem Christian 1.'s to sønner, efterfølgeren på tronen, Hans, og dennes yngre bror, Frederik. Det var den første af tre delinger. Da hertug Frederik i 1523 blev dansk konge med navnet Frederik 1., var hertugdømmerne for en tid igen samlet under én hersker, men i 1544 kom den næste deling mellem Frederik 1.'s tre sønner, kong Christian 3., Hans den Ældre og Adolf. Da hertug Hans den Ældre, som havde den nordlige del af Slesvig med residens i Haderslev, døde barnløs i 1580, blev hans område delt mellem den nye konge, Frederik 2. og Adolf. Nogle år tidligere havde Frederik 2. givet sin bror, Hans den Yngre, øerne Ærø og Als samt Sundeved og nogle områder i det nordlige Angel. Hans den Yngre blev dog ikke anerkendt som regerende fyrste. Hertugdømmet Slesvig var nu blevet et sandt kludetæppe bestående af områder, hvor den danske konge samtidig var hertug, områder regeret af en suveræn hertug med residens på Gottorp Slot, fællesregerede områder, kongerigske enklaver, hvor kongen regerede som konge, og endelig Hans den Yngres del. Yderligere delinger blev forhindret ved indførelsen af en såkaldt førstefødselsret i 1608.
Delingerne fik også betydning for transithandelen, da Husum og Flensborg endte i hvert sit område: Flensborg i den kongelige del og Husum i den hertugelige del. Dermed ødelagdes den gamle vej for transithandelen. Flensborg søgte da efter et nyt udskibningssted på vestkysten og fandt det ved Okholm lidt nord for Husum. Skibe med tilknytning til Flensborg søgte hertil i 1580-erne men uden, at det fik nogen større betydning. Husum på sin side fik oprettet en transitrute over land til Egernførde.

### Del-Hertugdømmet Gottorp
Ved delingen 1581-82 havde kongen, Frederik II, fået Tørning Len, Haderslev Amt, Flensborg Amt og Landskabet Bredsted (Nørre Gøs Herred), mens hertug Adolph på Gottorp var blevet tildelt Aabenraa Amt, Løgumkloster Amt, Tønder Amt, Gottorp Amt, Sønder Gøs Herred (Husum Amt), Nordstrand, Ejdersted, Stapelholm og Femern, og Hans den Yngre havde fået Sønderborg Amt, Nordborg Amt samt Ryd Kloster i Flensborg Amt.
I den del, der var tilfaldet hertugen af Gottorp, lå i det nordlige område købstæderne Tønder og Aabenraa og i den sydlige del Slesvig og Egernførde samt flækken Husum. I 1590 gav Johan Adolf af Slesvig-Holsten-Gottorp købstadsrettigheder til Tønning og Garding, og i 1603 ophøjede han Husums stabelret til købstadsret. Af betydning var det også, at han i 1608 indførte førstefødselsretten således, at den ældste søn altid ville arve besiddelserne udelt.
I 1621 lod hertug Frederik 3. oprette Frederiksstad efter forbillede fra Glückstadt i Holsten.
Af betydning skulle det ligeledes blive, at den 5. oktober 1665 blev Kiels Universitet oprettet af hertug Christian Albrecht som Christiana Albertina i tilknytning til Kiels slot. Da Danmark i 1773 overtog dette, blev der udstedt en forordning om, at alle, der vil søge embede i Slesvig og Holsten, skulle have studeret mindst to år i Kiel.
De to regerende fyrster i Slesvig efter 1580, den danske konge/hertug i København og hertugen på Gottorp Slot, skulle i princippet regere hertugdømmerne i fællesskab. Dette gik rimeligt godt i en del år, men da kong Christian 4. fik kongeriget og hertugdømmerne involveret i Trediveårskrigen i 1625, begyndte det at gå galt. Helt galt blev det, da hertugen giftede sin datter Hedvig Eleonora bort til den svenske konge, og i det hele taget støttede sig kraftigt til Sverige, som i mellemtiden var blevet Danmarks fjende. Under Torstenson-krigen 1643-44 fik hertugen ved en aftale med svenskerne sine områder erklæret neutrale, men det var en neutralitet, som han måtte betale for, og som klart var til svenskernes fordel. Under Karl Gustav-krigene, som tog deres begyndelse i 1657, var Gottorp-hertugen fra starten klart på sin svigersøns, den svenske konges, side. Da svenskerne vandt første akt og kunne diktere freden i Roskilde i 1658, var et af vilkårene, at hertugen af Gottorp skulle være løst fra sit lensforhold til den danske konge, og at hans slesvigske besiddelser derfor skulle betragtes som en suveræn stat. Anden akt af krigen fra 1658 til 1660 endte uafgjort, men ændrede ikke på forholdene i Slesvig. De mange krige var gået slemt ud over hertugdømmet Slesvig. Lige som i kongeriget måtte man her under Karl Gustav-krigene sande, at de svenske fjender var slemme, men de polske og brandenburgske tropper, der kom som forbundsfæller, var dog endnu værre. Herefter eksisterede del-hertugdømmet Gottorp som en lilleputstat, der omfattede adskilte områder i Slesvig og i Holsten. Til trods for sin størrelse havde denne stat stor indflydelse, fordi den dynastisk var forbundet først med Sverige og siden også med Rusland.
Den danske konge gjorde i de følgende år uden held flere forsøg på at udradere den Gottorpske stat. I forbindelse med Skånske Krig skete også et angreb på de hertugelige besiddelser, og den 10, juli 1675 blev i Rendsborg indgået et forlig, hvorved hertugen opgav alle de fordele, han havde vundet i 1658-60. Dette skete ved et såkaldt afkaldsdokument. Da hertugen flygtede fra Slesvig for at undgå at aflægge lensed til kongen, truede denne med at inddrage hans besiddelser som hjemfaldet len. Dette skete ikke, og hertugen fik ved freden i 1679 sine besiddelser tilbage. I 1682 forlod han atter sine besiddelser og tog ophold i Hamborg. Kongen stillede derefter nogle krav til hertugen, som denne ikke kunne gå ind på, og den 30. maj 1684 udstedte kongen derfor et okkupationspatent, hvorved han inddrog den fyrstelige del af Slesvig og forenede den med den kongelige del. Efter at have lovet at respektere ridderskabets privilegier, anerkendte dette hans overhøjhed. I 1687 måtte kongen imidlertid acceptere at bilægge striden med hertugen af Gottorp, og ved forliget i Altona 1689 fik denne sine rettigheder tilbage. I foråret 1700 forsøgte Frederik IV på ny at tage kampen op med Gottorp, men måtte ved Freden i Traventhal atter anerkende dennes suverænitet. I forbindelse med Den Store Nordiske Krig søgte den svenske general Stenbock med sin hær tilflugt i Tønning. Skønt hertugen bestred, at dette var sket med hans tilsagn, erobrede den danske konge i 1713 de gottorpske områder i Slesvig og indlemmede disse i den del, hvor kongen i forvejen var hertug. I 1715 indgik Danmark og kongen af Storbritannien i egenskab af kurfyrste af Hannover en alliance, hvor Georg I lovede at sikre Danmark "ved den fyrstelige Del af Slesvig atter at forene alle danske Provinser, efter at de i næsten 200 Aar ikke have været samlede... Kongens Lande vilde da strække sig lige til Ejder, som indtil 7-800 Aar tilbage i Tiden havde været Danmarks faste Grænse, og man vilde da ved at eje Tønningen have rykket sig en farlig Torn af Foden." Ved fredstraktaten af 3. juli 1720 lovede Sverige ikke at blande sig i spørgsmål vedrørende Hertugdømmet Slesvig. I 1721 blev de gottorpske dele inkorporerede ved en række hyldninger af kongen Frederik IV: 6. september på Gottorp Amtshus, 9, september på Husum Slot, 12. september på Tønder Slot, 15. september på Aabenraa Amtshus og 30. september på Femern.
I 1773 lykkedes det helt at fjerne del-hertugdømmet Gottorp fra landkortet ved på fredelig vis at lave en byttehandel med Rusland, således at Danmark fik de holstenske dele af hertugdømmet mod at afgive hertugdømmerne Oldenburg og Delmenhorst i Nordtyskland til Rusland.

### Hans den Yngres besiddelser
Hans den Yngre havde fået hele Als og Sundeved samt Ærø, men de slesvig-holstenske stænder nægtede at anerkende ham som overherre. Derimod blev han en del af samhåndsforleningen på hele hertugdømmet. Efter Hans den Yngres død i 1622 blev hans område delt mellem sønnerne i en hel række af små nye hertugdømmer: Nordborg, Sønderborg, Ærø, Lyksborg, (det meste af Sundeved og Munkbrarup Herred i Angel) samt hertugdømmet Plön i Holsten. Da hertugen af Ærø døde blot 11 år senere, blev øen delt i 4 linjer.

### Studehandelen
Studehandelen var for alvor begyndt i 1500-tallet. Under de urolige forhold under 30-årskrigen blev transport af stude over land en usikker virksomhed på grund af overfald, og Christian IV udstedte derfor den 14. juni 1623 en almindelig tilladelse til udførsel af stude med skib. Følgen af dette var en brat stigning, især via Ribe. Opsvinget var dog kortvarig og varede kun til 1640. Under Torstenssonkrigen 1643-45 og igen Karl Gustav-krigene 1657-60 faldt handelen atter. Også i den korte fredsperiode ind imellem krigene tog handelen et opsving.
Ved plakat af 4. september 1680 blev Hjerting et nyt udførselssted for stude. Frem imod 1718 nåede udførslen et omfang på ca. 25.000 stude årligt til trods for en udførselstold på 1½ specie pr styk fra 1672 til 1691 og på 2 specier pr. styk fra 1692 til 1718, men dette år blev tolden forhøjet til 3 specier pr. styk, og eksporten faldt efter 1718 til 7-8.000 pr. år. Et nyt opsving skete i tiden fra 1740 til 1746, hvilket år udførtes 10.178 stude via Hjerting, hvilket hang sammen med, at Hannover og Bremen forbød al passage af kvæg på grund af kvægsyge. Handelen varede ved indtil Nederlandene i 1770-erne forbød indførsel af dansk kvæg, et forbud der varede ved til omkring 1825.

### Slesvigere opnår indflydelse i statsforvaltningen
Både under kong Frederik III og kong Christian V var udsigterne til fremgang i statstjenesten særlig gunstige for sønderjyder. Ikke blot lettedes dem adgangen ved forkærlighed fra kongernes side, der i dem både fandt landsmænd i særlig forstand og embedsmænd opvoksede uden påvirkning af de i kongeriget rådende aristokratiske traditioner, men tillige anbefalede de sig ofte ved en duelighed, som retfærdiggjorde en vis protektion.
Under det meste af begge kongers regeringstid var forvaltningen således styret af sønderjyder, som blev optaget i brevadelen: Oversekretæren Thomas Balthazar von Jessen, diplomaterne Ditlev Nicolas Piper von Løwencron, Andreas Pauli von Liliencron, samt rentemestrene Henrik Müller, Christoffer Gabel, Peter Brandt og Henrik von Stöcken. Nogle af disse borgerligt fødte, adlede embedsmænd udgjorde et parti, som stod i opposition til de tyske, uradeligt fødte embedsmænd, og sidstnævnte vandt striden efter regeringsskiftet 1699, da Frederik IV afskedigede alle de borgeligt fødte oversekretærer.

### Nationale modsætninger
Fra slutningen af den Store nordiske Krig oplevede hertugdømmet Slesvig en fredsperiode, som varede helt til 1848, kun afbrudt af et kort intermezzo under Napoleonskrigene, hvor fremmede tropper igen stod i landet. I hele denne periode var hertugdømmet forenet under samme hersker – den danske konge. Efter Napoleonskrigene kom en opgangsperiode, hvor både landbrug og industri udviklede sig stærkt i hele Europa. Inden for den dansk-tyske helstat var det især Holsten, som nød godt af denne udvikling. Med den økonomiske fremgang opstod også en liberal bevægelse, som især fik medvind i forbindelse med julirevolutionen i Paris i 1830. Mange slesvigere vendte blikket mod Holsten og Tyskland, hvor fremskridtet kom fra, mens Danmark forekom dem fattigt og politisk tilbagestående. Den liberale bevægelse blev snart også til en national bevægelse. I 1830 udsendte landfogeden på Sild, Uwe Jens Lornsen, et lille skrift, hvor han gik ind for en slesvig-holstensk stat i en løsere forbindelse med Danmark. Kort efter svarede juraprofessor i ved universitetet i Kiel, Christian Paulsen, med et skrift, hvori han gjorde gældende, at Slesvig var et gammelt dansk len, og at hovedparten af hertugdømmets befolkning var dansktalende. Hermed var den nationale kamp om Slesvig indledt.

### De slesvigske krige
I 1848 gik der igen en frihedsbevægelse over Europa udløst af februarrevolutionen i Paris. Også i København rørte de liberale på sig, og da den nye konge Frederik den 7. udnævnte et liberalt ministerium og lovede danskerne en forfatning, udløste dette i Kiel dannelsen af en provisorisk regering for et selvstændigt Slesvig-Holsten samt et militært kup mod fæstningen Rendsborg. Dette blev indledningen til den borgerkrig, som kaldes Treårskrigen eller den 1. Slesvigske Krig, som med afbrydelser varede fra 1848 til 1850. Den slesvig-holstenske bevægelse led nederlag, og krigen endte med, at stormagterne i Europa krævede den dansk-tyske helstat genoprettet. Ved de såkaldte London-protokoller fra 1850 og 1852 blev det fastslået, at hertugdømmet Slesvig ikke måtte knyttes nærmere til Danmark end hertugdømmet Holsten. Samtidig blev det på russisk foranledning bestemt, at den danske grundlov af 1849 ikke var gældende i hertugdømmerne, selvom Grundloven havde i forordet åbnet muligheden for dens senere udvidelse til Hertugdømmet Slesvig . Slesvig forblev således fortsat under enevældigt styre. I stedet for Grundloven gjaldt i hertugdømmet Slesvigs forfatning (fra 1854), Helstatsforfatningen (fra 1855) og Novemberforfatningen (fra 1863).
For at stoppe det igangværende sprogskifte fra dansk til tysk og for at styrke det danske sprog i de flersproglige egne vedtog regeringen i 1851 de såkaldte sprogreskripter med dansk skole- og blandet kirkesprog i Mellemslesvig. Sprogreskripterne mødte dog stærk modstand hos tysksindede slesvigere og vakte kritik hos Rusland og Storbritannien.
I løbet af 1850'erne viste det sig tiltagende umuligt at holde sammen på helstaten. Konflikten viste sig især i forfatningsstriden. Den tysk-dominerede holstenske stænderforsamling afviste helstatsforfatningen fra 1855, og i 1858 ophævede det tyske forbund helstatsforfatningen helt for Holstens og Lauenborgs vedkommende. I 1863 valgte man fra dansk side at hugge den gordiske knude over ved at indføre med novemberforfatningen, en fælles forfatning kun for kongeriget Danmark og hertugdømmet Slesvig. Dette var et klart brud på aftalerne fra 1852 og førte derfor til protester fra Det tyske Forbund, som truede med militær eksekution, hvis ikke Danmark trak novemberforfatningen tilbage. I december 1863 vedtog forbundsdagen i Frankfurt en såkaldt forbundseksekution mod Holsten, og forbundstropper besatte Hertugdømmet Holsten . Forbundets medlemmer kunne dog ikke enes om den videre fremgangsmåde, og i sidste ende blev det forbundets to største magter, Preussen og Østrig, som i februar 1864 (trods protester fra det Tyske Forbund) erklærede Danmark krig. Den 1. februar 1864 gik østrigske og preussiske tropper over Ejderen ind i Sønderjylland. Preussen og Østrigs ensidige fremgangsmåde mødte imidlertid modstand hos de tyske mellemstater som Bayern og Sachsen. Det Tyske Forbund betegnede krigen som lovstridig. Under en våbenhvile i foråret 1864 kom det på Londonkonferencen til forhandlinger om en deling af Slesvig, som dog ikke førte til resultater. Preussen ønskede en grænse ved Aabenraa-Tønder, Danmark ved Dannevirke og de engelske og franske kompromisforslag blev afvist af begge parter. Resultatet af den 2. Slesvigske Krig blev, at Danmark tabte og ved freden i Wien 31. oktober 1864 måtte afstå hertugdømmerne Slesvig, Holsten og Lauenburg til de to sejrende magter, Preussen og Østrig. Omkring 200.000 dansksindede slesvigere ud af en befolkning på 400.000 i Slesvig  kom under tysk herredømme.

### Preussisk provins 1864 - 1920
Efter 1864 blev Slesvig i første omgang forvaltet af Preussen, mens Holsten blev forvaltet af Østrig. Efter Preussens sejr i den Preussisk-østrigske krig i 1866 overtog Preussen ved freden i Prag den 23. august 1866 herredømmet i hele det slesvig-holstenske område. Den 24. december 1866 vedtog det preussiske parlament en lov om Slesvigs og Holstens indlemmelse i Preussen som provinsen Slesvig-Holsten. Loven trådte i kraft den 24. januar 1867, og dermed ophørte hertugdømmet Slesvig med at eksistere som hertugdømme og som statsretlig enhed.
Efter 1864 stod den danske folkedel under stærkt pres. Især skoleundervisningen blev efterhånden mere og mere fortysket. I 1888 blev tysk det eneste undervisningssprog i skolerne i Slesvig (undtagen i religion). Eneste mulighed for at bevare undervisning i dansk var ofte hjemmeundervisning ved hjælp af danske vandrelærere. Lærere og præster skulle dog aflægge troskabsed til den preussiske konge, hvilket førte til edsstriden. Også undervisningens indhold blev nu stærkt tyskpræget. Allerede i 1876 blev tysk det eneste tilladte sprog i administrationen . Et middel i fortyskningen var også, at den preussiske stat købte landbrugsjord for at få den på tyske hænder (domænegårde). Samtidig blev mange tyskere hvervet til at bosætte sig i Slesvig. I 1895 blev endelig navnet Sønderjylland forbudt. Fortyskningspolitikken kulminerede i årene 1898 til 1903, hvor overpræsident Ernst von Köller forsøgte at svække den danske bevægelse bl.a. gennem mødeforbud, masseudvisninger, fængselsstraffe og fratagelse af forældrerettigheder (Köllerpolitikken). Fortyskningspolitikken mødte dog også regional modstand, og der blev dannet danske foreninger, frimenigheder og en Vælgerforening for Nordslesvig. Der opstod danske aviser såsom Dannevirke i Haderslev, Flensborg Avis i Flensborg og Hejmdal i Aabenraa.
Mange dansksindede valgte at emigrere til Nordamerika - ikke mindst på grund af den treårige preussiske værnepligt. Unge mænd skulle stå til rådighed for det preussiske militær i i alt 12 år, hvoraf de tre år var egentlig militærtjeneste. Omkring 60.000 danske slesvigere udvandrede frem til år 1900 . Det kan således påstås, at denne udvandring kan have haft indvirkning på den folkeafstemning, som blev afholdt i 1920. Under 1. verdenskrig deltog mange dansksindede sønderjyder i tysk krigstjeneste, omkring 5.000 døde 

### Delingen efter 1920
Efter Tysklands nederlag i 1. verdenskrig blev der afholdt en folkeafstemning i Nord- og Mellemslesvig. Ved Genforeningen i 1920 kom Nordslesvig igen under dansk overhøjhed, nu ikke som et hertugdømme, men som en integreret del af Danmark.
Den preussiske provins Slesvig-Holsten blev efter 2. verdenskrig til en af Tysklands delstater og dermed en del af Forbundsrepublikken Tyskland. I Nordslesvig lever i dag et tysk mindretal, i Sydslesvig et dansk og et frisisk mindretal.

## Administrative forhold
I administrativ henseende var hertugdømmet delt i en verdslig del og en kirkelig del.

### Verdslige administrative forhold
De ældste kendte administrative enheder i Slesvig/Sønderjylland var - som i resten af Jylland - sysler og herreder, der fungerede som forvaltnings- og retsdistrikter. Det gamle Sønderjylland var i vikingetiden opdelt i Barvid-, Ellums- og Istedsyssel, mens det tyndt befolkede Fræslet syd for Dannevirke og de nordfrisisk beboede Utlande lå uden for syselinddelingen. Dog blev herredsinddelingen også indført her. De tre syslers landsting befandt sig i Urnehoved. De slesvigske herreder fortsatte som politimyndigheder endnu helt til 1889, hvor de afløstes af de preussiske amtsdistrikter. Ved siden af herreder fandtes i middelalderen også birker, som betegnede en mindre retskreds udskilt fra et herred.
Omkring 1500 blev amterne indført i Slesvig. Et amt var oprindelig et lensdistrikt i tilknytning til en kongelig eller hertugelig borg. Ved siden af amterne eksisterede købstæderne, adelige og kirkelige godsdistrikter, oktrojerede koge (≈ nyinddigede landområder) og landskaberne, som var præget af en høj grad af selvstyre. De fleste købstæder var allerede i løbet af middelalderen blevet selvstændige forvaltningsdistrikter med borgmester og magistrat. Kogene og godsdistrikterne blev dog først i 1853 underlagt amts- og herredsadministrationen.
De administrative forhold blev mere komplicerede, da skiftende konger måtte acceptere, at yngre mandlige grene skulle have del i hertugdømmet, og dette blev derfor delt i områder under kronen, områder under hertugelige grene samt såkaldt fællesregerede dele. Dette betød, at der udvikledes formelle grænser mellem områder, der tidligere havde været under fælles forvaltning.
Fra 1523 til 1848 blev Slesvig sammen med Holsten på central kongelig hold regeret gennem det Tyske Kancelli. I 1851 oprettedes Ministeriet for Hertugdømmet Slesvig, der eksisterede indtil 1864. Begge regeringsorganer lå i København. Som kongens repræsentant i hertugdømmet fungerede den kongelige statholder. Under landsdelingerne fra 1490 til 1523 og igen fra 1544 til 1779, hvor hertugdømmerne var opdelt i flere herskabsområder, blev overordnede beslutninger, der gjaldt hertugdømmerne som helhed, truffet i en fællesregering. Fra 1648 fandtes et særligt regeringskancelli i det holstenske Glückstadt for begge hertugdømmer. I 1713 oprettedes overretten på Gottorp, der fungerede både som regionalregering og domstol for Slesvig.
Under Treårskrigen oprettedes såvel tyske som danske administrationsenheder som den provisoriske regering (1848), fællesregeringen (1848/1849), immediatkommissionen (1848/1849), statholderskabet (1849/1850) og den dansk-preussisk-britiske bestyrelseskommission for Slesvig (1849/1850). Fra 1836 og 1846 og igen fra 1852 og 1864 mødtes den slesvigske stænderforsamling, som blev valgt efter indskrænket valgret i form af census.

### Kirkelige administrative forhold
I kirkelig henseende udgjorde Slesvig Stift et selvstændigt stift (bispedømme). Mindre områder indenfor hertugdømmets grænser var dog underlagt andre stifter, således hørte Als under Odense Stift, og mod nordvest fandtes områder under Ribe Stift. Stiftet var underinddelt i sogne. Stiftet blev opfattet som et kongeligt len, men i takt med den magtpolitiske udvikling blev dette tilhørsforhold svækket. Alligevel lykkedes det længe biskoppen at holde en nogenlunde selvstændig stilling i forhold til hertugdømmets verdslige ledelse, og i 1406 overdrog bispen Johann Skondelev bispesædet Svavsted borg og by med tilliggender samt borgen Stubbe på Svansø til dronning Margrete I mod et årligt vederlag.

### Demografi
Hertugdømmets ældre befolkningsforhold er usikre. Den første folketælling blev afholdt i 1769, og nye folketællinger blev afholdt i 1803, 1835, 1840, 1845, 1855 og 1860. Folketællingerne gav oplysninger om indbyggernes antal og sammensætning alders- og erhvervsmæssigt i de enkelte administrative enheder, herunder flækker og købstæder. Tællingerne viste, at befolkningstætheden var mindst på gesten, det vil sige bakkeøer og smeltevandssletten i den central-vestlige del af hertugdømmet og tiltog både mod vest, hvor øerne havde en relativt stor befolkning, og mod øst, hvor tætheden voksede i morænelandskabet. I denne henseende lignede Hertugdømmet Slesvig både forholdene i Nørrejylland mod nord og i Hertugdømmet Holsten mod syd.
I Hertugdømmet Sønderjylland udgjorde købstadsbefolkningen i 1840 72.564 indbyggere og landbefolkningen 275.962 svarende til at 79,2% boede på landet og 20.8% i byerne og flækkerne.
| Område           | 1803   | 1835   | 1840   | Område                 | 1803       | 1835   | 1840   |
| ---------------- | ------ | ------ | ------ | ---------------------- | ---------- | ------ | ------ |
| Ærø amt          | 6.284  | 7.128  | 8.112  | Åbenrå amt             | 6.661      | 8.691  | 9.044  |
| Bredsted amt     | 9.814  | 10.484 | 10.635 | Ejdersted              | 11.767     | 12.504 | 13.084 |
| Femern amt       | 6.161  | 6.089  | 6.280  | Flensborg amt          | 17.640     | 24.962 | 25.481 |
| Gottorp amt      | 18.457 | 25.257 | 26.460 | Haderslev amt          | 38.964     | 43.226 | 45.242 |
| Hytten amt       | 7.313  | 9.830  | 10.300 | Husum amt              | 8.543      | 9.137  | 9.630  |
| Løgumkloster amt | 3.849  | 4.193  | 3.241  | Nordstrand             | se Pelvorm | 1.779  | 1.938  |
| Pelvorm          | 4.107  | 2.465  | 2.601  | Nordborg Amt           | 6.307      | 7.413  | 7.723  |
| Sønderborg amt   | 4.369  | 5.787  | 6.230  | Stabelholm             | 4.540      | 5.169  | 5.456  |
| Tønder amt       | 32.974 | 34.369 | 35.701 | Adelige godsdistrikter | 44.177     | 61.717 | 63.803 |

| By         | 1769  | 1803   | 1835   | 1840   | 1845   | 1855   | 1860   | By             | 1769  | 1803  | 1835   | 1840   | 1845   | 1855   | 1860   |
| ---------- | ----- | ------ | ------ | ------ | ------ | ------ | ------ | -------------- | ----- | ----- | ------ | ------ | ------ | ------ | ------ |
| Flensborg  | 6.842 | 13.109 | 12.438 | 12.561 | 14.932 | 18.872 | 19.682 | Slesvig        | 5.629 | 7.823 | 11.040 | 11.204 | 11.551 | 12.411 | 12.197 |
| Haderslev  | 3.141 | 2.685  | 5.745  | 6.145  | 6.128  | 7.477  | 8.012  | Egernførde     | 2.091 | 2.921 | 3.908  | 4.058  | 3.817  | 3.931  | 4.325  |
| Aabenraa   | 2.701 | 2.834  | 3.788  | 4.021  | 4.086  | 4.920  | 5.133  | Husum          | 3.342 | 3.658 | 3.882  | 3.851  | 3.982  | 5.079  | 4.816  |
| Sønderborg | 2.692 | 2.761  | 3.250  | 3.261  | 3.299  | 3.997  | 3.894  | Tønder         | 2.584 | 2.579 | 2.789  | 2.792  | 2.849  | 2.909  | 3.216  |
| Tønning    | 1.487 | 1.923  | 2.433  | 2.412  | 2.701  | 3.077  | 3.069  | Frederiksstad  | 2.260 | 2.207 | 2.238  | 2.272  | 2.467  | 2.449  | 2.347  |
| Marstal    | -     | -      | 2.107  | 2.171  | 2.284  | 2.473  | 2.590  | Kappel         | -     | -     | 1.847  | 1.967  | 2.081  | 2.545  | 2.700  |
| Burg       | 1.430 | 1.463  | 1.673  | 1.746  | 1.811  | 2.297  | 2.314  | Ærøskøbing     | 1.138 | 1.291 | 1.439  | 1.494  | 1.552  | 1.712  | 1.713  |
| Garding    | 838   | 985    | 1.365  | 1.424  | 1.526  | 1.580  | 1.656  | Nordborg       | -     | -     | 1.055  | 1.133  | 1.219  | 1.289  | 1.304  |
| Højer      | -     | -      | 804    | 828    | 1.043  | 931    | 1.041  | Arnæs          | -     | -     | 703    | 786    | 809    | 951    | 1.071  |
| Lyksborg   | -     | -      | -      | 736    | 751    | 767    | 789    | Christiansfeld | -     | -     | 632    | 678    | 761    | 679    | 681    |
| Vyk        | -     | -      | 647    | 649    | 804    | 899    | 1.006  | Bredsted       | -     | -     | 1.743  | 1.710  | 1.769  | 2.004  | 2.165  |

Befolningens fordeling efter næringsvej var (i promille) følgende.
| År                            | 1845   | 1855   |
| Gejstlige og lærere           | 18,17  | 16,38  |
| Civile embedsmænd             | 19,04  | 20,14  |
| Militærstanden                | 2,89   | 6,99   |
| Privatiserende videnskabsmænd | 4,01   | 5,01   |
| Pensionister og kapitalister  | 42,35  | 44,85  |
| De, som leve af jordbrug      | 435,46 | 353,93 |
| De, som leve af søen          | 40,73  | 35,21  |
| De, som leve af forædling     | 210,42 | 218,84 |
| De, som leve af Handel        | 48,35  | 53,31  |
| Daglejere og arbejdsmænd      | 208,37 | 213,07 |
| Ubestemt næringsvej           | 6,38   | 9,21   |
| Almissenydende                | 52,88  | 23,03  |
| Arrestanter og fanger         | 0,40   | 0,58   |

#### Sproglig udvikling
Ud fra stednavnenes oprindelse var området nord for Egernførde Fjord, Rejde Å og Trenen oprindeligt beboet af danskere, mens området ud mod Vesterhavet var frisisk. Stabelholm, Jernved og naboområderne tæt ved Ejderen var oprindelig dækket af skov eller sump, men blev i løbet at 1100- og 1200-tallet koloniseret af saksere.
Dansk sprog blev i den sydlige del af Slesvig efterhånden fortrængt til fordel for nedertysk. Det første område, hvor tysk fik fodfæste, var halvøen Svans, hvor holstenske adelige erhvervede store landområder, omdannede dem til godser og indførte et feudalistisk system i løbet af 1300-tallet. Dog blev der frem til cirka 1800 fortsat talt dansk (angeldansk) i de nordvestlige dele af halvøen langs Slien . Sproggrænsen var ellers stabil i landdistrikterne i næsten 400 år, fra senmiddelalderen til omkring 1800, men i købstæderne betød tysk indflydelse, at nedertysk blev dominerende i de syd- og mellemslesvigske købstæder. Administrationens sprog var nedertysk.
Ved reformationen blev tysk kirkesprog i stedet for latin i Slesvig Stift, men den nordlige del blev udskilt som Haderslev Domprovsti, hvor kirkesproget blev dansk, og præsterne blev uddannet ved domkapitlet i Haderslev. I den vestlige del af Slesvig var der dansk kirkesprog i Ribe Stift, der nåede til ca. 5 km nord for den nuværende grænse. Ved indførelsen af folkeskolen omkring 1800 fulgte man kirkesprogsgrænsen, hvilket var en medvirkende faktor til fortyskningen af landbefolkningen i Angel mellem 1800 og 1840. I Midtslesvig holdt dansk sig derimod lidt længere (fjoldemål). Det er bemærkelsesværdigt, i hvor høj grad grænsen mellem dansk og tysk kirke- og skolesprog ligner den senere skillelinje mellem de nationale sympatier og dermed grænsen fra 1920. Den danske regering forsøgte med sprogreskripterne af 1851 at gennemtvinge dansk skolesprog i de områder, hvor landbefolkningen endnu talte dansk. Det blev i vid udstrækning opfattet som et overgreb og førte til det modsatte resultat, nemlig at mange lærte deres børn at tale tysk og valgte den slesvig-holstenske side i konflikten.
Ud over dansk, frisisk og tysk fandtes der stedvis også nederlandsk indflydelse. På Ejdersted, Nordstrand og i Frederiksstad bosatte sig i 1500- og 1600-tallet en del nederlændere. I 1760'erne kom desuden knap hundred hedekolonister (kartoffeltyskere) til den mellemslesvigske slette, men de blev allerede i 2. generation dansktalende.

### Næringsliv

#### Landbrug
Til belysning af landbrugets rolle kan man se dels på dettes absolutte størrelse i Slesvig, dels på Slesvigs andel af helstatens samlede landbrug:
| Afgrøde         | Udbytte 1847 (Tdr) | Andel i % af helstaten |
| --------------- | ------------------ | ---------------------- |
| Hvede           | 200.000            | 14,81%                 |
| Rug             | 700.000            | 14,89%                 |
| Byg             | 600.000            | 12,90%                 |
| Havre           | 1.200.000          | 18,05%                 |
| Ærter og bønner | 100.000            | 8,70%                  |
| Boghvede        | 180.000            | 30,00%                 |
| Afgrøder i alt  | 2.980.000          | 15,60%                 |
| Husdyr          | Antal 1845         | Andel i % af helstaten |
| Køer            | 152.000            | 16,89%                 |
| Heste og føl    | 55.000             | 12,28%                 |
| Får             | 184.000            | 12,37%                 |

Tallene kan ses i forhold til, at Slesvig udgjorde 16,10% af Helstatens areal (ekskl. bilande).

#### Håndværk og fabriksdrift
Fabriksdriften i Hertugdømmet Slesvig gik tilbage til 1700-tallet. Til den tidligste fabriksdrift må regnes teglbrænderierne ved Flensborg Fjord, hvor især Egensund med 11 teglbrænderier tidligt markerede sig. Udviklingen begyndte omkring 1730, og i 1787 regnede man med, at omkring 800 personer var knyttet til denne virksomhed. Af særlig betydning for fabriksudviklingen må anses ændringen i toldforholdene i 1838 for varer, der produceredes i hertugdømmet men afsattes i kongeriget. De fordelagtigere vilkår fra dette tidspunkt betød en markant opsving for hertugdømmets fabriksvirksomhed.
Folketællingen i 1860 viste, at mellem en fjerdedel og en femtedel af indbyggerne var sysselsatte ved varers forædling.
Den egentlige fabriksdrift var fortrinsvis beliggende i købstæder. Udenfor købstæderne lå især teglbrænderier, endvidere fandtes husflid i form af kniplingsfabrikation, vævere, træskomagere, kostefletning og tørveudvinding.
Tobaksfabrikker fandtes i Haderslev, Tønder (3 stk., Flensborg (20 stk.), Slesvig (12 stk.) og Frederiksstad. Jernstøberier fandtes i Haderslev (2 stk.), Tønder, Husum, Aabenraa, Sønderborg (2 stk.), Flensborg (2 stk.) og Slesvig. Klædefabrik fandtes i Tønder. Dampmøller fandtes i Sønderborg. Savmøller fandtes i Sønderborg (2 stk.) og Egernførde. Oliemøller fandtes i Flensborg (13 stk.) og Frederiksstad. Cikoriefabrikker fandtes i Tønder, Sønderborg og Slesvig. Ølbryggerier fandtes i Tønder, Sønderborg, Slesvig (18 stk.) og Frederiksstad. Brændevinsbrænderier fandtes i Haderslev (2 stk.), Sønderborg (flere) og Flensborg (6 stk.). Garverier fandtes i Slesvig (2 stk.) og Frederiksstad (5 stk.). Sæbesyderier fandtes i Slesvig og Frederiksstad. Saltsyderier fandtes i Frederiksstad og Egernførde. Skibsbyggeri forekom i Aabenraa og Sønderborg.
I Flensborg fandtes en papirfabrik, en glasfabrik med glassliberi, en risdampmølle og tre sukkerraffinaderier. I Slesvig by fandtes fem tændstikkefabrikker. I Frederiksstad fandtes 5 stivelsesfabrikker og 3 lysestøberier. I Aabenraa fandtes et orgelbyggeri.

#### Handel
Handelen var præget af udførsel af landbrugsprodukter som korn, kreaturer, flæsk og kød samt oliekager, mens råvarer som kul, jern, salt, bomulds- og silkeprodukter samt luksusvarer som tobak, te, kaffe, vin og sukker vejede til blandt indførselsvarerne.
Til belysning af udviklingen i Hertugdømmet Slesvigs ind- og udførsel kan omfanget i rigsdaler for 1847, 1852 og 1855 og 1862 anføres for følgende steder:
| Samhandelspartner   | Indførsel 1847 | Udførsel 1847 | Indførsel 1852 | Udførsel 1852 | Indførsel 1855 | Udførsel 1855 | Indførsel 1862   | Udførsel 1862    |
| ------------------- | -------------- | ------------- | -------------- | ------------- | -------------- | ------------- | ---------------- | ---------------- |
| Hamborg             | 3.185.487      | 230.292       | 3.872.649      | 1.565.199     | 5.418.379      | 711.906       | 5.238.000        | 732.000          |
| Altona og Wandsbeck | 999.444        | 1.070.403     | 842.659        | 956.021       | 685.024        | 503.589       | 929.000          | 606.000          |
| England             | 389.835        | 1.112.146     | 640.953        | 1.945.171     | 1.369.322      | 2.470.734     | 1.035.000        | 2.020.000        |
| Lübeck              | 227.492        | 64.743        | 159.833        | 96.880        | 202.719        | 33.045        | 190.000          | 28.000           |
| Hannover og Bremen  | 189.869        | 43.929        | 337.293        | 131.019       | 381.047        | 51.389        | 353.000          | 19.000           |
| Sverige-Norge       | 651.332        | 167.120       | 791.182        | 237.429       | 975.018        | 240.377       | 817.000 + 60.000 | 96.000 + 238.000 |
| Holland og Belgien  | 80.598         | 412.646       | 90.171         | 225.549       | 122.027        | 317.621       | 70.000           | 471.000          |
| Preussen            | 60.870         | 54.116        | 193.738        | 119.602       | 649.162        | 64.949        | 335.000          | 66.000           |
| Mecklenburg         | 27.265         | 90.271        | 5.247          | 63.682        | 2.992          | 9.322         |                  |                  |
| Amerika fraset DVI  | 86.514         | 23.122        | 135.378        | -             | 138.441        | -             | 50.000           | -                |
| Frankrig            | 59.911         | 204.430       | 64.500         | 8.810         | 25.935         | 4.725         | 28.000           | 14.000           |
| Rusland             | 1.127.511      | 35.725        | 658.131        | 43.227        | 42.109         | 3.521         | 578.000          | 27.000           |
| Island              | 109.226        | 66.519        | 72.007         | 18.128        | 13.066         | 7.529         |                  |                  |
| Dansk Vestindien    | 489.574        | 238.969       | 134.302        | 242.591       | 50.086         | 193.166       | 52.000           | 138.000          |
| Middelhavslandene   | 483            | 12.293        | 2.118          | -             | 7.423          | -             |                  |                  |
| Andre               | 47.497         | 20.691        | 8.199          | 37.383        | 33.289         | 24.383        | 70.000           | 116.000          |
| I alt               | 7.876.579      | 3.876.835     | 8.008.360      | 5.690.691     | 10.116.039     | 4.636.819     | 9.805.000        | 4.571.000        |

Tallene viser for det første Hamborgs helt overvældende rolle for hertugdømmet både med hensyn til indførsel og udførsel. Dertil kom den store rolle, som Altona og Wandsbeck spillede. England, Holland og Norge havde særlig stor betydning som eksportlande, mens de fleste andre lande overvejende var lande, hvorfra varer blev importeret.

#### Pengevæsen
Frem til 1813 regnede man både i kongeriget og i hertugdømmerne med kurantrigsdalere i henhold til et reglement af 4. maj 1695, men ved forordning af 29. februar 1788 gennemførtes for hertugdømmernes vedkommende en møntforandring til slesvig-holstensk kurant, og ved forordning af 5. januar 1813 indførtes en speciesmøntfod (rigsbankmøntfod) i kongeriget, der også skulle gælde for hertugdømmerne. Dette forhindrede dog ikke, at hertugdømmerne var "aldeles oversvømmede af fremmede Penge, især slet fremmed Skillemynt, som hobeviis føres ind i samme, medens den fortrinlige Speciesmynt gaaer ud af Landet." Møntprægning skete (foruden i København, hvis møntmærke var - og endnu er - et hjerte) i Altona (Altonas møntmærke var et rigsæble). I 1770-71 blev der opført en kgl. møntbygning i Altona tegnet af Johann Gottfried Rosenberg.

### Samfærdsel

#### Vejnettet
Vejnettet var inddelt i tre typer: hovedlandeveje, mindre landeveje og biveje. Hovedlandevejene skulle som hoveregel være 16 alen brede mellem grøfterne, men kunne efter omstændighederne være 14 eller 12 alen brede. De skulle være chausseer bestående af sten og grus, men hvis sten ikke fandtes i nærheden, hvor der var mangel på arbejdere, hvor kørslen var ubetydelig og jordbunden hård, kunne der gøres undtagelser og vejen anlægges med ler og grus. De mindre landeveje skulle have en bredde på 12-14 alen. Arbejdet med deres vedligeholdelse var fastsat ved Vejforordningen for Hertugdømmerne af 1. marts 1842. Biveje skulle kun have en bredde på 8 alen.
I Slesvig var følgende veje udlagt som hovedlandeveje:
1. Vejen fra Flensborg til Husum (anlagt 1842-1843)
2. Vejen fra Flensborg til Helligbæk (anlagt 1844)
3. Vejen fra Husum over Frederiksstad til Tønning (anlagt 1845)
4. Vejen fra Slesvig til Rendsborg (anlagt 1845)
5. Vejen fra Flensborg til Aabenraa (anlagt 1846-1847)
6. Vejen fra Egernførde til Levenså (anlagt 1846-1847)
7. Vejen fra Slesvig til Egernførde (anlagt 1846-1847)
8. Vejen fra Helligbæk til Slesvig (anlagt 1847-1848)
9. Vejen fra Tønning til Garding (anlagt 1848-1849)
10. Vejen fra Aabenraa til Haderslev (anlagt 1852-1853)
11. Vejen fra Haderslev til Kolding (anlagt 1853-1855)
12. Vejen fra Flensborg til Sønderborg (anlagt 1856-1857)
13. Vejen fra Husum til Bredsted (anlagt 1858-1859)
14. Vejen fra Ribe til Tønder (anlagt 1860-1862)
15. Vejen fra Tønder til Bredsted (anlagt 1862-1864).[74]

Vejvæsenet i hertugdømmerne hørte under den slesvig-holstenske regering, der dog hørte under det slesvig-holstenske kancelli.

#### Jernbaner
Mens det i Hertugdømmet Holsten allerede i 1840-erne lykkedes at opbygge et banenet i tilknytning til Altona og Hamborg og et banenet ligeledes påbegyndtes i de kongerigske dele af riget, så trak det ud i Hertugdømmet Slesvig. Mange, til dels alternative, projekter fremkom.
Den 8. september 1852 blev der meddelt et engelsk jernbaneselskab en koncession på at anlægge en jernbane fra Flensborg over Husum til Tønning med sidebane fra Husum til Rendsborg. Denne koncession overgik den 20. marts 1854 til et aktieselskab ved navn "Flensborg- Husum-Tønning Jernbaneselskab". Det blev bestemt, at banen skulle hedde "Kong Frederik VIIs Sydslesvigske Jernbane".
Den 28. marts 1852 koncessionerede jernbaneselskab "Klosterkro-Slesvig Jernbaneselskab" ønskede at anlægge en jernbane mellem Klosterkro og Slesvig by og fik privilegium herpå.
På grundlag af en overenskomst mellem den danske regering og S.M. Peto af 18. september 1860 blev der pr. 1. maj 1862 meddelt koncession på at bygge en jernbane i Nordslesvig fra grænsen ved Vamdrup sydpå til Flensborg med tilhørende sidebaner, fra Bosem til Haderslev, fra Rødekro til Aabenraa og fra Tinglev til Tønder.
Kun banen fra Flensborg til Tønning nåede at blive anlagt før 1864 (i 1854).

#### Flodfart
Mellem 1777 og 1784 anlagdes Den Slesvig-Holstenske Kanal (fra 1853 Ejderkanalen) som en betydelig vandvej. Den strakte sig fra Holtenå ved Kielerfjorden til Tønning ved Ejderens munding. Den egentlige kanalstrækning var 43 km, den samlede vandvej 180 km. Kanalen blev fortrinsvis brugt af små og mellemstore fartøjer, skønt skibe med indtil 16 fods dybde, 100 fods længde og 26 fods bredde kunne besejle kanalen. Kanalen forbandt Vesterhavet med Østersøen, men det kunne tage 10-14 dage, nogle gange endda 4-5 uger, at passere gennem kanalen fra Kiel til Hamborg.

#### Havne
Helt frem til midten af 1800-tallet spillede skibsfarten hovedrollen for varefragten over længere afstande, herunder for det meste af varefragten mellem Hertugdømmet Slesvig og Kongeriget Danmark.
Havneforholdene langs vestkysten var forholdsvis dårlige, hvorfor skibsfarten her var ringe og mestendels skete med mindre skibe. Anderledes gode havneforhold fandtes på østkysten, således havde Flensborg, Aabenraa, Kappel samt på Als Sønderborg og på Ærø Marstal og Ærøskøbing ret store handelsflåder. Det samme gjaldt Rendsborg i forbindelse med kanalsejladsen.

## Lov og ret
I hertugdømmet Slesvig var Jyske Lov (der senere også forelå i nedertysk og højtysk version) gældende lov fra 1241 og helt indtil indførelsen af den tyske Bürgerliches Gesetzbuch i 1900, idet Danske Lov fra 1683 ikke blev sat i kraft i Slesvig. Da den nordlige del af det tidligere hertugdømme i 1920 blev en del af Danmark, var der ganske få af den gamle lovs bestemmelser, der stadig var gældende, og som fortsat er det både i Syd- og Nordslesvig.
Love vedtaget af øverste danske domstole og danehoffet havde gyldighed i Slesvig/Sønderjylland frem til Frederik 1. regeringstid i 1500-tallet .